# Interlaken (Califòrnia)
Interlaken és una concentració de població designada pel cens dels Estats Units a l'estat de Califòrnia. Segons el cens del 2000 tenia 7.328 habitants.

## Demografia
Segons el cens del 2000, Interlaken tenia 7.328 habitants, 1.684 habitatges, i 1.433 famílies. La densitat de població era de 292,6 habitants/km².
Dels 1.684 habitatges en un 48,9% hi vivien nens de menys de 18 anys, en un 67,8% hi vivien parelles casades, en un 12,1% dones solteres, i en un 14,9% no eren unitats familiars. En el 10,3% dels habitatges hi vivien persones soles el 4,9% de les quals corresponia a persones de 65 anys o més que vivien soles. El nombre mitjà de persones vivint en cada habitatge era de 4,3 i el nombre mitjà de persones que vivien en cada família era de 4,44.
Per edats la població es repartia de la següent manera: un 32,3% tenia menys de 18 anys, un 11,7% entre 18 i 24, un 30,3% entre 25 i 44, un 18% de 45 a 60 i un 7,6% 65 anys o més.
L'edat mediana era de 29 anys. Per cada 100 dones de 18 o més anys hi havia 106,6 homes.
La renda mediana per habitatge era de 53.875 $ i la renda mediana per família de 50.756 $. Els homes tenien una renda mediana de 25.644 $ mentre que les dones 26.750 $. La renda per capita de la població era de 13.791 $. Entorn del 6,6% de les famílies i el 8% de la població estaven per davall del llindar de pobresa.

## Poblacions més properes
El següent diagrama mostra les poblacions més properes.